# Yui (cantante)
Yui (Fukuoka, 26 marzo 1987) è una cantautrice e compositrice giapponese.
Ha firmato il suo primo contratto a 17 anni con la major Sony Music Japan, ottenendo discreti successi fino all'uscita del brano Good-bye Days, che l'ha lanciata come una delle stelle nascenti del mercato discografico giapponese, comparendo nella classifica Oricon per 44 settimane.
Fin dal suo album di debutto, From Me to You, ha sempre visto i suoi dischi veleggiare nei primi posti delle classifiche giapponesi, con almeno un singolo in prima posizione dal 2007 in poi, di cui cinque entrati direttamente alla numero uno, da metà del 2008 a fine 2010.
Nel 2013 ha abbandonato la carriera da solista per formare la band Flower Flower, con la quale ha pubblicato l'album Mi nel 2014.

## Biografia
Nata nella prefettura di Fukuoka, Yui inizia a pensare di voler diventare una cantante professionista già dalla scuola elementare, incoraggiata dalla madre che la sprona a scrivere i suoi sentimenti in un diario che lei trasforma prima in poesie e poi, dal liceo, in canzoni. Molto timida e poco propensa a parlare con le altre persone, porta la chitarra spesso con sé cantando in posti come la spiaggia di Shingū e in mezzo a piantagioni di riso a Kaminofu. Durante il liceo lavora part-time in un ristorante cinese per contribuire a pagare le tasse scolastiche, dividendosi tra scuola, lavoro e carriera musicale. Situazione che in quel periodo la porta ad ammalarsi, capendo, una volta in ospedale, di dover fare una scelta tra la scuola e la musica. Decide di conseguenza di abbandonare il liceo e di iniziare a studiare chitarra a Fukuoka, esibendosi alla stazione di Fukuoka Tenjin.

### Inizio di carriera
La sua carriera da professionista comincia nel marzo 2004, quando canta tre canzoni a un'audizione organizzata da Sony Music Japan. Nonostante le regole stabilissero che ogni partecipante potesse cantare solo due canzoni, tutti i giudici le danno il massimo dei voti, causando una gara tra le diverse etichette discografiche per farle firmare un contratto. La sua prima canzone cantata durante l'audizione è Why Me (canzone poi inclusa nel suo singolo di debutto con una major), quindi It's Happy Line e infine I Know. It's Happy Line è anche il primo singolo indie, con I Know come lato B.

### From Me to You(2005–2006)
Prima di trasferirsi da Fukuoka a Tokyo, Yui scrive la canzone Feel My Soul. Mentre pianifica la sua pubblicazione con una etichetta indie come tributo alla sua città natale, la canzone viene ascoltata dal signor Yamaguchi, produttore per Fuji TV, che aveva appena visto il video clip di prova. Ha dichiarato che la voce di Yui l'ha catturato così tanto da convincerlo a visitare lo studio di registrazione da solo. Inoltre, la canzone di Yui viene usata nel dorama in prima serata su Fuji TV.
Il 23 febbraio Yui pubblica il suo primo singolo con una major, Feel My Soul, usato nel dorama Fukigen na gene. Tutte le musiche in questo dorama sono per la maggior parte basate su canzoni di Yui, come Feel My Soul e It's Happy Line. Grazie anche alla comparsa nel dorama, Feel My Soul riesce a vendere oltre 100 000 copie. I successivi tre singoli di Yui, Tomorrow's Way, Life e Tokyo hanno un successo più contenuto rispetto a quello del singolo precedente. Dopo la pubblicazione di quattro singoli, Yui presenta il suo primo album From Me to You: anche questo un discreto successo, con più di 200 000 copie vendute.

### Can't Buy My Love(2006–2007)
Molti mesi dopo, Yui recita nel film Taiyō no uta, proiettato al Festival di Cannes del 2006. Per questo film compone il suo quinto singolo Good-bye Days che, con 200 000 copie vendute, è il suo singolo di maggior successo. Il nuovo singolo I Remember You vende abbastanza bene, grazie all'effetto-traino prodotto dalla popolarità di Good-bye Days. Poco dopo, il suo settimo singolo Rolling Star viene scelto come quinta opening dell'anime Bleach; precedentemente il suo terzo singolo, Life, era stato scelto come quinta ending dello stesso anime. Cherry, il suo ottavo singolo, viene usato come colonna sonora dello spot del servizio Listen Mobile Service della compagnia di telecomunicazioni giapponese KDDI. Il suo secondo album, Can't Buy My Love, debutta bene nella classifica Oricon, piazzandosi per due settimane consecutive al primo posto e polverizzando le vendite record del precedente album in una settimana. Can't Buy My Love ha venduto oltre 500 000 copie. Grazie al successo di quest'album, quello precedente rientra nella classifica e vende altre 9 000 copie circa.

### I Loved Yesterday(2007–2008)
Il 13 giugno 2007 Yui lancia il suo nono singolo, My Generation/Understand. È la prima volta che Yui pubblica un singolo con un doppio lato A. My Generation viene usata come colonna sonora del dorama Seito Shokun!, mentre Understand è la colonna sonora del film Sidecar ni inu.
Il suo decimo singolo, Love & Truth, viene pubblicato il 26 settembre e viene usato come colonna sonora del film di Erika Sawajiri, Closed Note. Nell'adattamento per la TV di Taiyō no uta, Erika Sawajiri interpreta Amane Kaoru, lo stesso personaggio interpretato da Yui. Love & Truth ha raggiunto il primo posto nella classifica settimanale dei singoli Oricon e il terzo posto in quella giornaliera.
Il 19 settembre 2007 Yui tiene il suo primo concerto al Nippon Budokan. Nel 2008 esce il suo undicesimo singolo, Namidairo, uscito il 27 febbraio.
Una settimana dopo l'uscita del suo undicesimo singolo, esce il video promozionale della nuova canzone Laugh Away che viene successivamente pubblicata come singolo digitale il 10 marzo 2008.
Il suo terzo album in studio esce in data 9 aprile 2008 con il nome di I Loved Yesterday. Ben presto conquista la prima posizione nelle classifiche Oricon Weekly vendendo più di 400 000 copie, leggermente al di sotto delle vendite del primo album. La decima traccia dell'album, dal titolo Oh Yeah, è stata usata come sigla di apertura per Mezamashi TV, un programma televisivo mattutino. La versione in edizione limitata dell'album include un DVD che contiene i video musicali dei suoi singoli precedenti e riprese dal vivo del suo show al Budokan. L'album è composto principalmente da semi-ballate, dove la chitarra acustica e la voce di Yui hanno un ruolo fondamentale.

### My Short Stories/Holidays in the Sun(2008–2010)
Il 2 luglio 2008, Yui pubblica Summer Song, che balza nuovamente al numero uno delle classifiche settimanali Oricon. Summer Song ha venduto 83 440 copie in una settimana, rendendolo il secondo singolo più venduto al suo debutto dopo Love & Truth.
Yui pubblica il 12 novembre 2008 la raccolta My Short Stories, che include tutti i brani B-side contenuti in tutti i suoi singoli pubblicati fino ad allora, oltre ad una nuova canzone I'll Be.
Dopo una pausa di cinque mesi, intervallata solamente dalla co-composizione del brano per le Stereopony, I Do It, uscito il 22 aprile 2009, il 25 marzo 2009 esce il brano Again, utilizzato come opening dell'anime Fullmetal Alchemist Brotherhood.
Il 27 luglio 2009 esce il doppio singolo It's All Too Much/Never Say Die, con entrambe le canzoni facenti parte dell'adattamento cinematografico di Kaiji. Il singolo debutta al numero uno, vendendo 75 000 copie nella sua prima settimana di vendite, il quinto singolo che raggiunge la prima posizione. Il 20 gennaio 2010 esce Gloria che vende 80 000 copie nella prima settimana. Un altro singolo, To Mother viene pubblicato il 2 giugno 2010.
In data 14 luglio 2010, Yui pubblica il suo quarto album in studio Holidays in the Sun, che comprende i precedenti singoli. È il suo quarto album che debutta direttamente al top della classifica Oricon, vendendo più di 300 000 copie, divenendo disco di platino.

### How Crazy Your Love(2010-2012)
Il singolo Rain viene pubblicato il 24 novembre 2010, seguito dal doppio singolo It's My Life/Your Heaven, il 26 gennaio 2011. Yui si reca in Svezia per le riprese del video musicale Your Heaven nel quale viene mostrato il viaggio di Yui in vari posti e negozi della Svezia.
Yui Tour DVD, Holidays in the Sun esce il 9 marzo. Il suo nuovo singolo, Hello (Paradise Kiss), esce il 1º giugno 2011, con le due canzoni presenti a fare, rispettivamente, opening e ending del live-action Paradise Kiss. In data 16 giugno 2011, Yui fa meta a Hong Kong per il suo primo concerto all'estero alla AsiaWorld-Expo Arena, davanti a un pubblico di 14.000 persone.
Il 7 luglio 2011 Yui visita le scuole nelle zone colpite dal terremoto e maremoto del Tōhoku del 2011, seguito da un concerto di beneficenza. Il suo singolo Green a.Live risente delle emozioni e dei pensieri al momento della visita; viene pubblicato il 5 ottobre 2011.
Il 2 novembre 2011, esce il sesto album di Yui How Crazy Your Love. L'album debutta al numero uno delle classifiche giornaliere, vendendo poco meno di 50 000 copie il primo giorno dell'uscita, e stazionando al primo posto anche nelle classifiche settimanali. Yui inaugura il suo quinto tour l'11 novembre 2011 che ha il mare e le crociere come tema principale.
Il singolo Fight, uscito nei negozi il 5 settembre 2012, viene annunciato attraverso la sua partecipazione a Ncon, un concorso nazionale per scuole di musica in cui gli studenti gareggiano interpretando al meglio brani composti da artisti selezionati per un tema specifico per tale anno.
Il 18 dicembre 2012, attraverso il suo canale VEVO su YouTube, Yui manifesta la volontà di prendesi un periodo di pausa dalle scene, in modo tale da concentrarsi su qualcosa di nuovo.

### Con i Flower Flower (dal 2013 ad oggi)
Dopo cinque mesi Yui ritorna sulle scene con una nuova band, i Flower Flower, con la quale si esibisce in incognito in vari luoghi del Giappone. Con il gruppo pubblica i singoli digitali Tsuki e Kamisama. Nel periodo tra le uscite dei due singoli, si vede però costretta a cancellare una data di un suo concerto a causa di motivi di salute. Nel suo blog ufficiale rivelerà di essere afflitta da disturbo da panico, oltre a spiegare la decisione di ritornare in attività una volta superato il problema.
Il 26 novembre 2014 esce l'album di debutto dei Flower Flower, Mi.

## Discografia

### Solista
- 2006 - From Me to You
- 2007 - Can't Buy My Love
- 2008 - I Loved Yesterday
- 2008 - My Short Stories
- 2010 - Holidays in the Sun
- 2011 - How Crazy Your Love

### Con i Flower Flower
- 2014 - Mi

## Filmografia
- Taiyō no uta, regia di Norihiro Koizumi (2006)